# Майкл Зіґоманіс

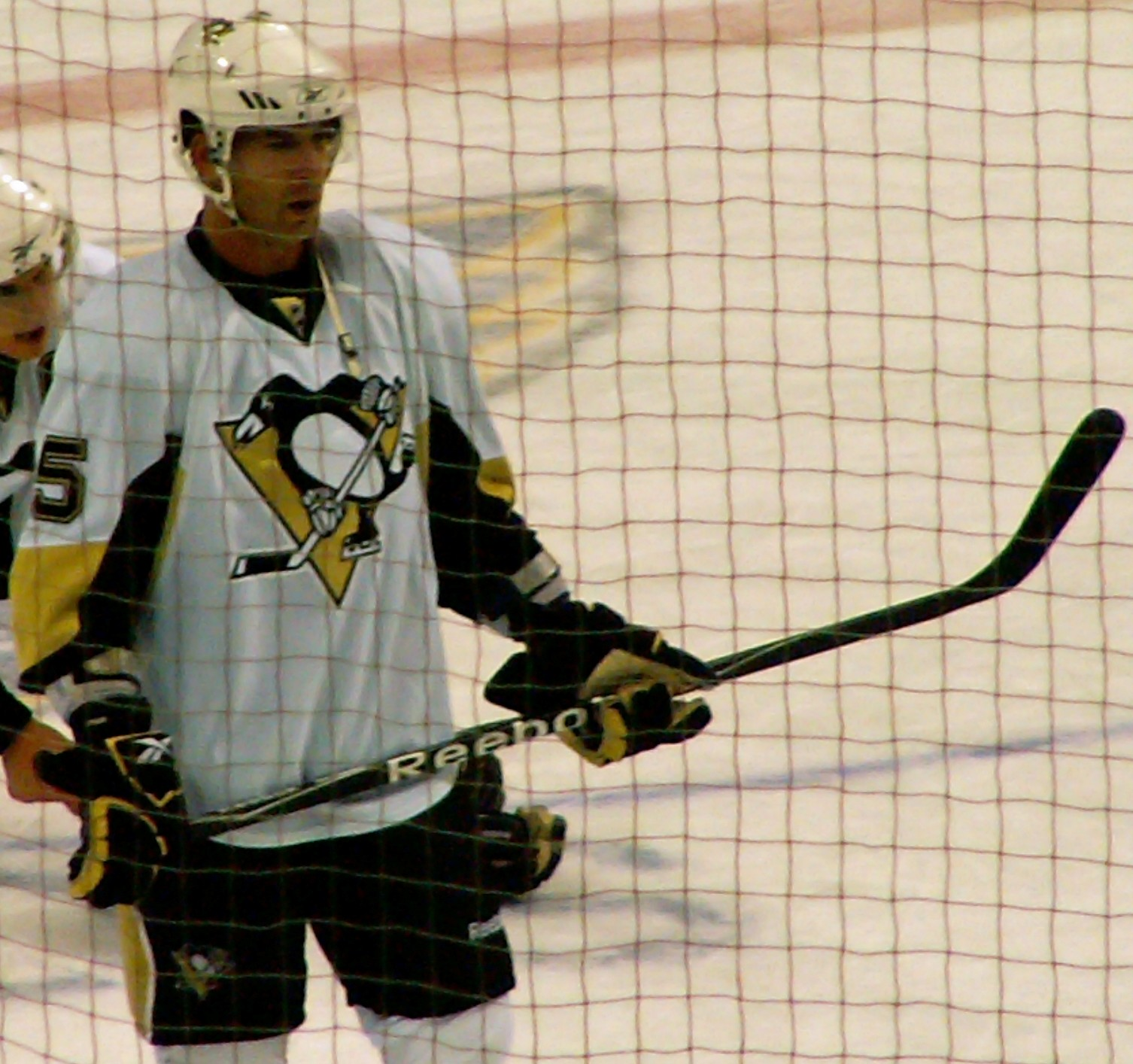
Майкл Зіґоманіс у складі «Піттсбург Пінгвінс», 2008 рік

Майкл «Майк» Зіґоманіс (англ. Michael "Mike" Zigomanis; народився 17 січня  1981, Норт-Йорк, Онтаріо, Канада) — грекоканадський професіональний хокеїст, зіграв 7 сезонів в Національній хокейній лізі, 8 сезонів в Американській хокейній лізі і виступає в Швеції за «Юргорден».

## Дитинство
Майкл Зіґоманіс народився 17 січня 1981 року в містечку Норт-Йорк, провінції Онтаріо. Сюди в передмістя найбільшого міста Канади (згодом це передмістя розрослось до 600 000 жителів  й стало однією з частин Торонто) закинула доля батьків Михайла Зіґоманіса — македонських греків. В цьому полікультурному середовищі судилося жити Зіґоманісам, поруч з Флемінґтон Парком серед філіппінців та малайців, ходити до української церкви в Безарс Стріт, купляти речі в євреїв, веселитися в «канадській Москві». Там й діставав перші уроки гокею хлопчина Майк Зіґо, як нарекли його однолітки (в силу складності виговорення англійською його прізвища). 
З часом, стало помітно, що Майк виділяється серед однолітків статурою та оволодів багатим технічним арсеналом гокеїста. Граючи в різних юнацьких турнірах він приглянувся тренерам команді місцевої юнацької ліги «Уексфорд Рейдер» і в 15 років дебютував в серйозному турнірі, де за 40 ігор зумів забити 37 шайб та дати 48 голевих передач, що стало найкращим показником в команді. Уже в свої 15 років він грав за збірну команду Онтаріо й мав багато пропозицій по вдосконаленню хокейної майстерності в школах відомих клубів НХЛ.

## «Кінгстон Фронтенакс» та мінливі «Урагани»
Такий успіх юнака запримітили в популярній місцевій команді «Кінгстон Фронтенакс» - куди й перейшов в сезоні 1997-1998 років Майк, команда грала в престижній (як на теренах Америки)  Онтаріо хокей лізі. Саме тут прийшли перші успіхи юнака, що умудрявся в іграх з набагато старшими гравцями забивати більше 20 шайб та набирати більше 80 очок за сезон. З цеї команди його було запрошено, вперше до кадецької збірної Канади. Саме цю команду, пізніше, Майк Зіґоменіс називатиме своєю «хокейною колискою», над льодовою ареною «Фронтенакс» висить, за ним прикріплений пожиттєво, його №7. Згодом, зі зміною спонсора на заміною назви на «Каламазу Норт Старз», він добивається ще більших результатів, стаючи в тих двох сезонах найкращим гравцем команди, забиваючи більше 40 шайб й набираючи під 90 очок (і це в 60 іграх, 18 річний юнак). Саме в ці роки з 1999 по 2001 він закріпився в Юнацькій збірній Канади та виборов в її складі бронзові нагороди Чемпіонату світу, там й приглянувся цей грек-македонець багатьом скаутам, особливо, керівництву «Кароліна Гаррікейнс».
Тоді ще, молодій команді НХЛ довелося викуповувати його на драфті, щоб не випустити молодого таланту. Але після, здавалося такого успішного драфту та сезонів, Майк відмовляється підписувати особистий контракт з командою (причин так й не відомо, сімейні обставини чи непроходження передсезонної підготовки), й змушений відправлятися до фарм клубу «Ураганів» - «Лоуелл Лок Монстерс», що грали в Американській хокейній лізі (другій по значимості в країні). Тільки тут в такого перспективного гравця, щось не залагодилося, й більше 30 очок за сезон він не набирав, та й забивав трохи більше 10 шайб. Більшість фахівців пояснювали це зрозшими навантаженнями та набагато сильнішими та досвідченішими суперниками. З 2001 року по 2006 рік почалися «Майкові гірки», коли він рік грав в АХЛ, інший НХЛ за «Кароліна Гаррікейнс», а то й по-серед сезону переходив з команди в команду, але так й не досяг якихось небудь пристойних результатів. Та й «Ураганів» тоді сильно штормило, команда не добивалася, чогось би суттєвого, тому керівництвом було прийнято рішення відпустити Майка, й цьому став у пригоді черговий драфт, тому його було продано в Сент Луїс, заради можливості вибору в черговому драфті гравців, на яких мали права «блюзмени».

## Переходи
- 2004-08-19 — Попередній (на драфті) і підписаний контракт на один рік за «Кароліна Гаррікейнс»
- 2005-08-12 — Узгоджений (на драфті) й підписаний контракт на один рік за «Кароліна Гаррікейнс»
- 2006-01-30 — Проданий в «Сент-Луїс Блюз»  разом з правами на Магнуса Кагенберга.
- 2006-07-21 — Підписав контракт, як вільний агент на один рік з «Фінікс Койотс»
- 2007-02-16 — Перепідписав на два роки  контракт з «Фінікс Койотс»
- 2008-10-09 — Проданий в «Піттсбург Пінгвінс» без попередніх обумовлень (драфтових чи обміну)
- 2009-10-20 — Покинув «Піттсбург Пінгвінс» (без обопільних претензій) грав за «Торонто Марліс» в АХЛ
- 2009-11-10 — Підписав контракт з шведським «Юргорден ІФ»

## Зведена таблиця турнірних досягнень
| Сезон        | Клуб                | Ліга         | Регулярний сезон | Регулярний сезон | Регулярний сезон | Регулярний сезон | Регулярний сезон | Плей-оф | Плей-оф | Плей-оф | Плей-оф | Плей-оф |
| Сезон        | Клуб                | Ліга         | І                | Г                | П                | О                | ШХ               | І       | Г       | П       | О       | ШХ      |
| ------------ | ------------------- | ------------ | ---------------- | ---------------- | ---------------- | ---------------- | ---------------- | ------- | ------- | ------- | ------- | ------- |
| 1997–98      | Кінгстон Фронтенакс | ОХЛ          | 62               | 23               | 51               | 74               | 30               | 12      | 1       | 6       | 7       | 2       |
| 1998–99      | Кінгстон Фронтенакс | ОХЛ          | 67               | 29               | 56               | 85               | 36               | 5       | 1       | 7       | 8       | 2       |
| 1999–00      | Кінгстон Фронтенакс | ОХЛ          | 59               | 40               | 54               | 94               | 49               | 5       | 0       | 4       | 4       | 0       |
| 2000–01      | Кінгстон Фронтенакс | ОХЛ          | 52               | 40               | 37               | 77               | 44               | —       | —       | —       | —       | —       |
| 2001–02      | Лоуелл-Лок Монстерс | АХЛ          | 79               | 18               | 30               | 48               | 24               | 5       | 1       | 1       | 2       | 2       |
| 2002–03      | Лоуелл-Лок Монстерс | АХЛ          | 38               | 13               | 18               | 31               | 19               | —       | —       | —       | —       | —       |
| 2002–03      | Кароліна Гаррікейнс | НХЛ          | 19               | 2                | 1                | 3                | 0                | —       | —       | —       | —       | —       |
| 2003–04      | Лоуелл-Лок Монстерс | АХЛ          | 61               | 17               | 35               | 52               | 56               | —       | —       | —       | —       | —       |
| 2003–04      | Кароліна Гаррікейнс | НХЛ          | 17               | 0                | 3                | 3                | 2                | —       | —       | —       | —       | —       |
| 2004–05      | Лоуелл-Лок Монстерс | АХЛ          | 76               | 29               | 31               | 60               | 71               | 11      | 4       | 7       | 11      | 8       |
| 2005–06      | Кароліна Гаррікейнс | НХЛ          | 21               | 1                | 0                | 1                | 4                | —       | —       | —       | —       | —       |
| 2005–06      | Лоуелл-Лок Монстерс | АХЛ          | 11               | 6                | 7                | 13               | 19               | —       | —       | —       | —       | —       |
| 2005–06      | Сент-Луїс Блюз      | НХЛ          | 2                | 0                | 0                | 0                | 0                | —       | —       | —       | —       | —       |
| 2005–06      | Пеорія Рівермен     | АХЛ          | 28               | 10               | 18               | 28               | 16               | 4       | 2       | 4       | 6       | 6       |
| 2006–07      | Фінікс Койотс       | НХЛ          | 75               | 14               | 9                | 23               | 46               | —       | —       | —       | —       | —       |
| 2007–08      | Фінікс Койотс       | НХЛ          | 33               | 2                | 1                | 3                | 6                | —       | —       | —       | —       | —       |
| 2007–08      | Сан-Антоніо Ремпидж | АХЛ          | 27               | 10               | 15               | 25               | 14               | 7       | 0       | 5       | 5       | 10      |
| 2008–09      | Піттсбург Пінгвінс  | НХЛ          | 22               | 2                | 4                | 6                | 27               | —       | —       | —       | —       | —       |
| 2009–10      | «Торонто Марліс»    | АХЛ          | 7                | 0                | 13               | 13               | 0                | —       | —       | —       | —       | —       |
| Всього в НХЛ | Всього в НХЛ        | Всього в НХЛ | 189              | 21               | 18               | 39               | 85               | —       | —       | —       | —       | —       |

## Нагороди й досягнення
1999-2000  -  Найкращий хокеїст в Онтаріо хокей лізі «Вільям Генлі Трофі» (William Hanley Trophy)
2000-2001  -  Бронзова медаль на юнацькому «U20 Чемпіонаті світу з хокею» за канадську збірну. 
2008-2009  -  Здобув Кубок Стенлі з  «Піттсбург Пінгвінс»